# L'Artiste (film, 2007)
Pour les articles homonymes, voir L'Artiste.
Pour plus de détails, voir Fiche technique et Distribution.
L'Artiste (Артистка) est un film russe réalisé par Stanislav Govoroukhine, sorti en 2007.

## Fiche technique
- Photographie : Valeri Mioulgaout
- Musique : Evgeni Doga
- Décors : Valentin Gidoulianov